# Common Monetary Area
Common Monetary Area (CMA) er en møntunion mellem Sydafrika, Lesotho, Swaziland og Namibia som trådte i kraft 1. april 1986. Aftalen betyder at sydafrikanske rand, lesothiske loti, swazilandske lilangeni og namibiske dollar alle har samme værdi og kan veksles med hinanden i forholdet 1:1. Rand er også gyldigt betalingsmiddel i alle fire lande.

## Forhistorie
Efter etableringen af Sydafrikas centralbank South African Reserve Bank i 1921 blev Sydafrikas valuta (indtil 1961 sydafrikansk pund, og fra 1961 rand) de facto-valuta i Sydafrika, Bechuanaland (nu Botswana), Lesotho, Namibia og Swaziland. Denne situation fortsatte efter at Botswana (1966), Lesotho (1966) og Swaziland (1968) blev selvstændige. Sydafrika, Botswana, Lesotho og swaziland lavede en formel møntunionsaftale, Rand Monetary Area (RMA), 5. december 1974. Botswana valgte at forlade RMA i 1975. RMA-aftalen blev så i april 1986 erstattet af Common Monetary Area.
Namibia blev selvstændigt i 1990 og indtrådte i CMA i 1992.

## Egne valutaer
Møntunions-aftalerne giver alle landene ret til at have egne valutaer. Swaziland begyndte at udstede lilangeni i 1974, Lesotho begyndte at udstedte loti i 1980 og Namibia begyndte at udstede dollar i 1993.